# Pilares de la Creación

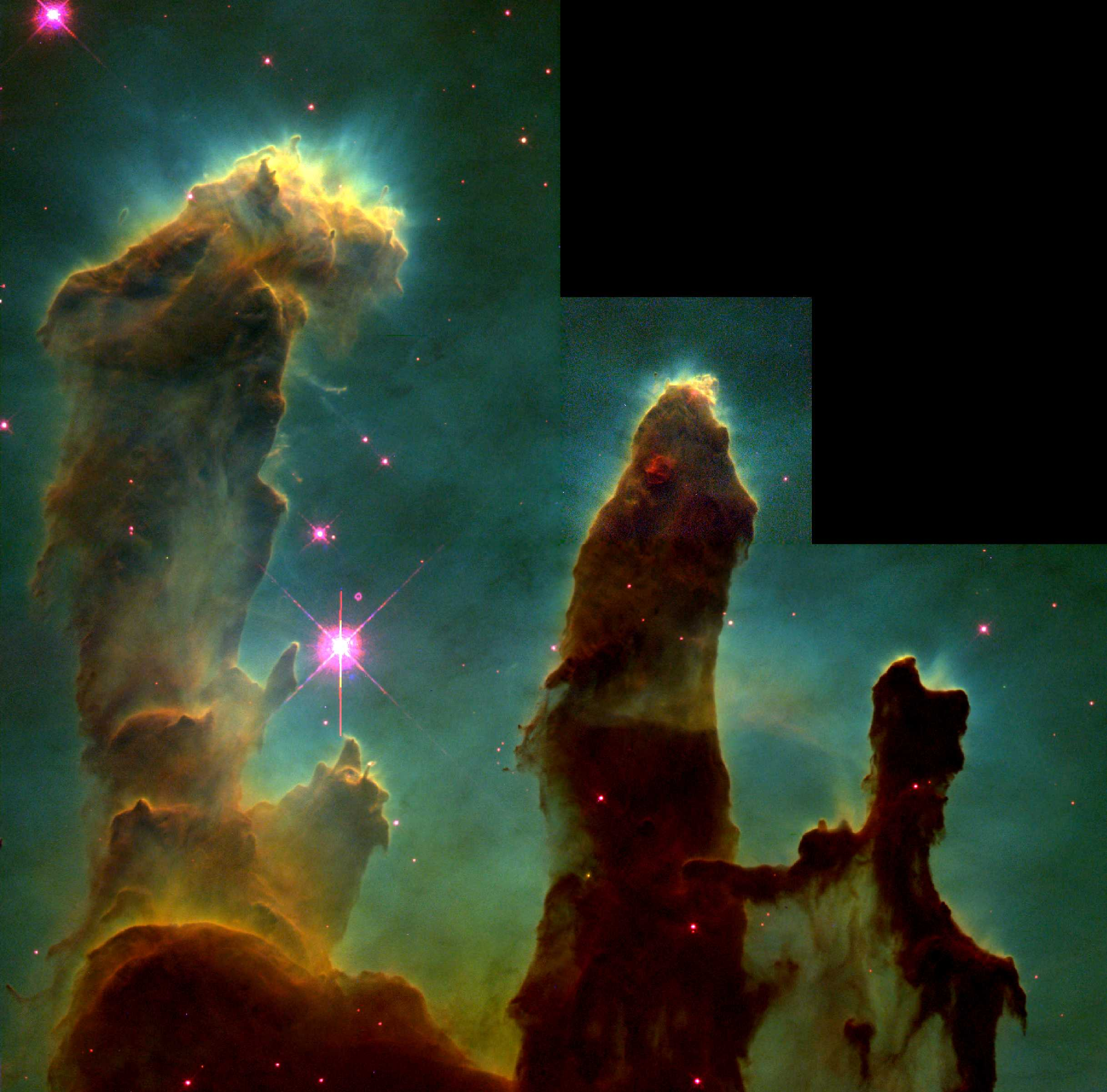
Los Pilares de la Creación en la nebulosa del Águila.

Los Pilares de la Creación es una fotografía tomada por el telescopio espacial Hubble de unas trompas de elefante de gas interestelar y polvo en la nebulosa del Águila, a aproximadamente 6500 años luz de la Tierra, en la Vía Láctea. Estas aglomeraciones son llamadas así porque el gas y el polvo que las forman se encuentra en el proceso de creación de nuevas estrellas, mientras que también está siendo erosionado por la luz de las estrellas cercanas que se han formado recientemente. Tomada el 1 de abril de 1995, fue nombrada una de las diez mejores fotografías del Hubble por Space.com. Los astrónomos responsables de la foto fueron Jeff Hester y Paul Scowen, ambos de la Universidad Estatal de Arizona. En 2011, la región fue revisada por el Observatorio Espacial Herschel de la ESA.

## Composición
Los Pilares están compuestos de hidrógeno molecular frío y polvo que están siendo erosionados por fotoevaporación de la luz ultravioleta de las estrellas relativamente cercanas y calientes. El pilar de la izquierda mide de arriba abajo unos cuatro años luz de longitud. Las salientes en forma de dedos en la parte superior de las nubes son más grandes que nuestro sistema solar, y se hacen visibles por las sombras de la evaporación glóbulos gaseosos (EGG), que protege el gas detrás de ellos de intenso flujo UV. Los EGG son asimismo incubadoras de nuevas estrellas.
Uno de estos EGG es E42. Su masa es muy similar a la del Sol y está en una fase muy temprana de su desarrollo. Se cree que podría evolucionar en un ambiente violento muy similar al que originó el Sol.

## Destrucción teorizada
Las imágenes tomadas con el telescopio espacial Spitzer descubrieron una nube de polvo caliente en las proximidades de los Pilares de la Creación que un grupo interpretó como una onda de choque producida por una supernova. La aparición de la nube sugiere que una supernova la habría destruido hace 6000 años. Dada la distancia de aproximadamente 7000 años luz a los Pilares de la Creación, esto significaría que ya han sido destruidos en realidad, pero debido a la velocidad finita de la luz, esta destrucción no es visible en la Tierra, sino que debería ser visible dentro de 1000 años. Sin embargo, esta interpretación del polvo caliente ha sido cuestionada por un astrónomo no involucrado en las observaciones del telescopio Spitzer, quien sostiene que una supernova debería haber dado lugar a una radiación de radio y de rayos X más fuerte de la que se ha observado y que los vientos de estrellas masivas podrían haber calentado la nube de polvo. Si ese fuera el caso, los Pilares de la Creación se someterían a una erosión más gradual.

## Fotografías

### Foto del Hubble
La foto de los Pilares del Hubble se compone de treinta y dos imágenes diferentes de cuatro cámaras separadas de la Cámara Planetaria y de Gran Angular 2 del Hubble. La fotografía se hizo con luz emitida por los diferentes elementos en la nube y aparece como un color diferente en la imagen compuesta: verde para el hidrógeno, rojo para el azufre ionizado y azul para los átomos de oxígeno doble ionizados.
La parte que falta «en forma de escalera»  de la imagen en la esquina superior derecha se origina en el hecho de que la cámara durante el cuadrante superior derecho tiene una vista ampliada; luego se escala hacia abajo para que coincida con las otras tres cámaras, por lo que no es necesariamente un hueco en el resto de ese cuadrante. Este efecto también está presente en otras imágenes tomadas con las cuatro cámaras del Hubble, y se puede visualizar en cualquier esquina en función de cómo se ha reorientado la imagen para su publicación.

### Foto del Herschel
En 2011 el Observatorio Espacial Herschel capturó una nueva imagen de los Pilares de la Creación en longitudes de onda de infrarrojo lejano, lo que ha permitido a los astrónomos observar el interior de los Pilares y estructuras en la región, y llegar a una comprensión mucho más completa de las fuerzas creativas y destructivas dentro de la nebulosa del Águila.

### Revisión del Hubble
En la celebración de los veinticinco años desde el lanzamiento del telescopio espacial Hubble, los astrónomos reunieron una fotografía más grande y de mayor resolución de los Pilares de la Creación, que se dio a conocer en enero de 2015 a la reunión de la Sociedad Astronómica Americana en Seattle. La imagen fue fotografiada por la Cámara de Gran Angular 3 del Hubble, instalada en 2009, y producido utilizando exposición a la luz del infrarrojo cercano y visible.

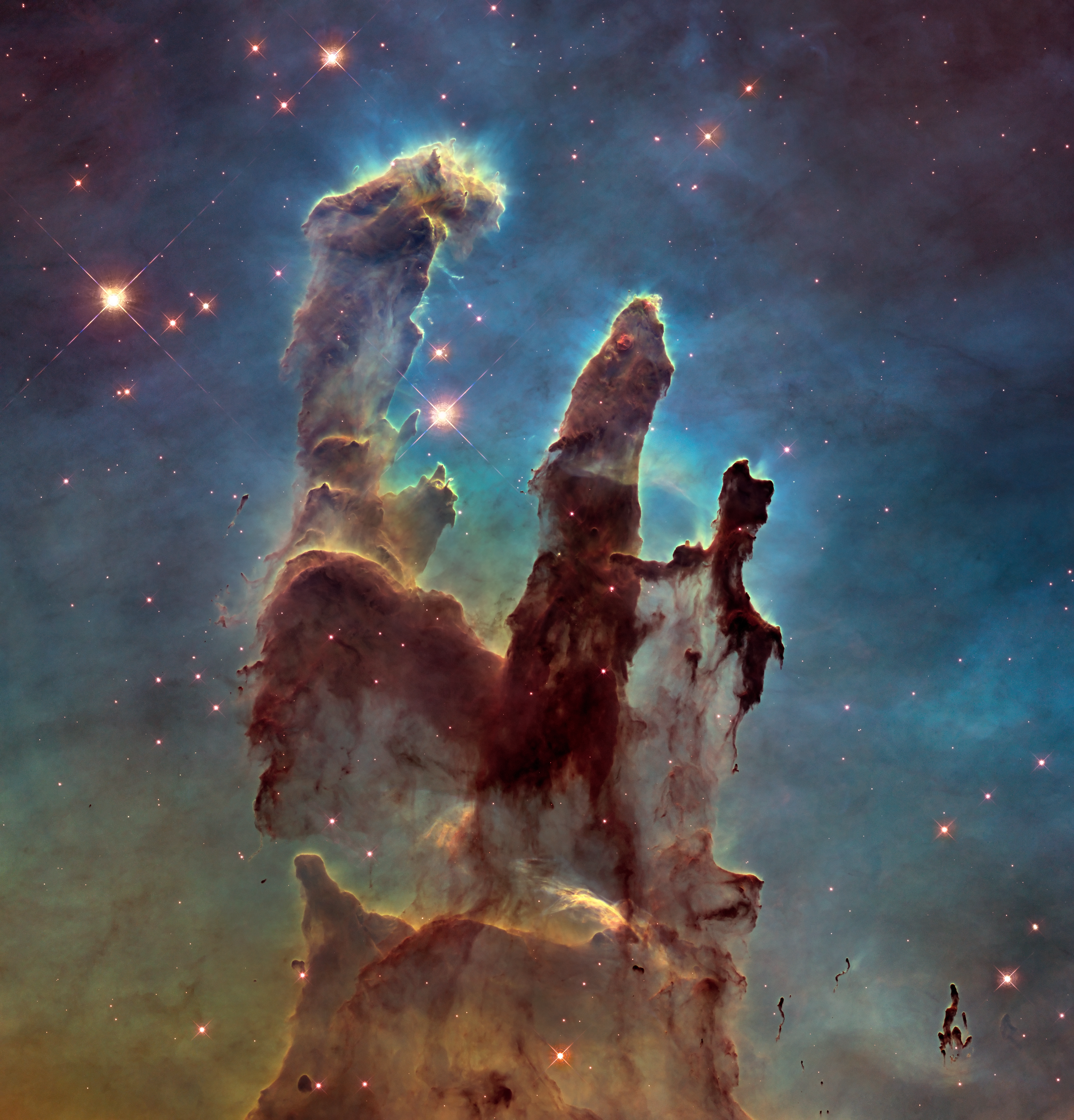
Una imagen de mayor resolución de los Pilares de la Creación, tomada en 2014 como un homenaje a la fotografía original

### Foto del James Webb
El 19 de octubre del 2022, el satélite espacial James Webb capturó una nueva imagen de los Pilares de la Creación con su cámara de infrarrojo cercano (NIRCam, por sus siglas en inglés). Esta fotografía es mucho más nítida y tiene una mayor resolución. Además se pueden observar estrellas que no se veían en las fotografías anteriores. Los astrónomos estiman que estas estrellas jóvenes tienen solo unos pocos cientos de miles de años.

Fotografía del satélite espacial James Webb. Publicada el 19 de octubre del 2022